# New Yorkin Laulumiehet
New Yorkin Laulumiehet (svenska: New Yorks sångare), förkorat NYL, var en amerikafinländsk manskör, bildad i New York 1920 av Yrjö Sjöblom och Armas Uksila. Under den stora depressionen på 1930-talet minskades antalet medlemmar successivt, men kören återuppstod senare på Yrjö Sjöbloms initiativ. Kören är idag upplöst.

## Bakgrund
Inför treårsfirandet av Finlands självständighetsdag den 6 december 1920 träffades pastor Kalle Mäkinen och två av redaktörerna för New Yorkin Uutiset, Yrjö Sjöblom och Armas Uksila, för att planera ett underhållningsprogram för den tillställning som skulle hållas i nykterhetsrörelsen Tähtis lokal på Lexington avenue. Uksila föreslog att en manskör skulle uppträda, men eftersom kommittén saknade en egen kör föreslog Uksila att en kör skulle bildas och bestå av de dugliga sångare som skulle delta vid finska nationaldagsfirandet. Till dirigent utsågs sjömanspastorn Urho Muroma, som redan hade erfarenhet av körledning. Vid självständighetsdagen uppträdde således den 23 man starka kören under ledning av Urho Muroma. Det beslutades efter föreställningen att kören även i fortsättningen skulle bestå.
Bland NYL:s ursprungliga medlemmar fanns tenorerna Hannes Saari och Otto Pyykkönen, barytonen Antti Panttila, Jukka Mäki och Santeri Pasola, som uppträdde vid Metropolitan Opera House. Professionella brottaren Sulo Alfred "Saki" Hevonpää var bassångare. Efter att Muroma återvände till Finland 1921 utsågs vicekonsulet, sångaren och amatörpianisten Edvin Lundström till ny dirigent. Även Lundströms hustru Martta deltog i en av körens konserter på mötesplatsen Imatra i Brooklyn den 21 januari 1922. Under Lundströms tid som dirigent gav kören flera konserter, men 1922 ombads Lundström av utrikesministeriet i Finland att återvända till hemlandet. Samma höst utsågs den i Chicago verksamme sångaren och körledaren Jallu Honkonen till ny dirigent. Den 3 november 1925 deltog NYL vid en välgörenhetskonsert som hölls i frimurarnas tempel för änkor och föräldralösa barn i Finland. Andra deltagande artister var Jean Theslöf, Maikki Järnefelt-Palmgren, Selim Palmgren och Wäinö Sola. NYL gjorde sex skivinspelningar för bolaget Columbia 1929 under ledning av Jallu Honkonen.
Under depressionen på 1930-talet var flera av körens medlemmar tvungna att lämna kören på grund av ekonomiska skäl och andra medlemmark gick över till den konkurrerande kören New Yorkin Laulajat, som också dirigerades av Jallu Honkonen. NYL kunde dock fortsätta sin verksamhet och uppträdde under fem års tid på hotellet Victoria, som ägdes av Roland Baker, en vän till Yrjö Sjöblom. Den 13 april 1940 uppträdde NYL vid tidigare presidenten Herbert Hoovers födelsedagsfirande på klubben Yale. Mellan 1942 och 1946 var kapellmästaren Simon Parmet dirigent för NYL, som då bestod av över 40 sångare. Under kortare perioder dirigerades NYL av Niilo Hirvi och Bruno Laakko och sedan av Jussi Himanka, som gjorde en konsertresa med NYL till Finland 1956. 1959 lämnade Himanka posten som dirigent och efterträddes av musikern Ilkka Kuusisto, som redan efter vintern flyttade till Finland och efterträddes av August Ruut. På 1960-talet återkom Himanka som dirigent.

## Skivinspelningar[2]

### 17.6. 1929
- Karjalainen marssi
- Kitkat katkat
- Satu
- Uusi kulta ja vanha kulta
- Kullan ylistys
- Tii till tikanpoika